# Халден
Ха̀лден (на норвежки: Halden) е град и едноименна община в Южна Норвегия. Разположен е на брега на Северно море във фиорда Ослофьор около устието на река Стейнселв, фюлке Йостфол на около 85 km южно от столицата Осло, на границата с Швеция. Получава статут на община на 1 януари 1838 г. Има жп гара и пристанище. Население около 22 700 жители според данни от преброяването към 1 януари 2008 г.

## Личности
Починали
- Карл XII, шведски крал